# Pípalův mlýn
Pípalův mlýn v Šumicích v okrese Uherské Hradiště je vodní mlýn, který stojí na řece Olšava na okraji obce u hlavní silnice na Nezdenice. Od roku 2012 je chráněn jako nemovitá kulturní památka České republiky.

## Historie
Mlýn je vyobrazen na Císařských povinných otiscích z roku 1828. V roce 1937  prošel přestavbou. Byl funkční až do roku 1957.

## Popis
Areál tvoří zděný, podsklepený, patrový objekt mlýna se strojovnou a soubor hospodářských objektů. Vlastní budova má dvě podlaží s dřevěnými trámovými stropy a podkroví pod sedlovým krovem se stojatou stolicí. V interiéru je dochovaná mlynářská technologie od transmise v suterénu, přes výtahy zrna pásovými lopatkovými dopravníky do podkroví, funkční rozvod zrní k jednotlivým mlýnským stolicím od firmy Breitfeld Daněk z Blanska a kompletní zařízení k expedici hotové mouky. Jižně pod hlavním objektem je dochovaná strojovna, již bez turbíny.
Voda na vodní kolo vedla náhonem. K roku 1930 měl mlýn 2 Francisovy turbíny (spád 4,75 m, výkon 14,5 HP).